# Cryptographis buscki
Cryptographis buscki là một loài bướm đêm trong họ Crambidae.